# Praetaxila weiskei
Praetaxila weiskei är en fjärilsart som beskrevs av Rothschild 1901. Praetaxila weiskei ingår i släktet Praetaxila och familjen Riodinidae. Inga underarter finns listade i Catalogue of Life.